# Martin Harnik
Martin Harnik, född 10 juni 1987 i Hamburg, är en tysk-österrikisk fotbollsspelare som spelar för den tyska klubben Hamburger SV, på lån från Werder Bremen. Han har även spelat för Österrikes landslag.

## Landslagskarriär
Harniks far föddes i Allerheiligen im Mürztal, Österrike. Trots att Martin Harnik aldrig bott i Österrike, valde han att representera Österrikes landslag. Han gjorde sin debut i en match mot Tjeckien den 22 augusti 2007. Efter att endast spelat i 6 minuter kvitterade han i den 78:e minuten.